# Santa Rosa de Viterbo (kommun i Brasilien, São Paulo, lat -21,50, long -47,36)
Santa Rosa de Viterbo är en kommun i Brasilien.   Den ligger i delstaten São Paulo, i den sydöstra delen av landet, 600 km söder om huvudstaden Brasília. Antalet invånare är 23 871.
Följande samhällen finns i Santa Rosa de Viterbo:
- Santa Rosa de Viterbo

Omgivningarna runt Santa Rosa de Viterbo är en mosaik av jordbruksmark och naturlig växtlighet. Runt Santa Rosa de Viterbo är det ganska tätbefolkat, med 67 invånare per kvadratkilometer.